# Lindemann (banda)
Lindemann es un proyecto compuesto por el músico Till Lindemann (Alemania) vocalista de Rammstein y anteriormente también por Peter Tägtgren (Suecia), instrumentista de Pain e Hypocrisy. Actualmente el dúo terminó su colaboración y Till Lindemann es el único miembro en activo trabajando bajo su mismo nombre.

## Miembros
- Till Lindemann - Voz, letras (2015-Actualidad)
- Peter Tägtgren - Guitarra, bajo, batería y sintetizador (2015-2020)

## Miembros en vivo
- Sebastian Tägtgren - Batería (2019-2020)
- Jonathan Olsson - Bajo (2019-2020)
- Sebastian Svalland - Guitarra (2019-2020)

## Historia

### Inicios
En una entrevista para la edición inglesa de la revista Metal Hammer, Tägtgren habló sobre este proyecto: 

«Todo empezó en 1999 o 2000, después de conocernos. Till iba a ayudarme con algunas voces en uno de mis discos, pero al final nunca ocurrió porque siempre estábamos ocupados. Pero seguimos en contacto, y hace dos años, Rammstein vinieron a Suecia y Till y yo hablamos, y me dijo que su banda iba a tomarse un descanso de dos años, y que deberíamos hacer algo. Yo estaba pensando en hacer otro álbum de Pain, pero llegó él con sus ideas, las pusimos en común, él modificó las mías, yo las suyas, y de repente eso ya no era un álbum de Pain».

En esa misma entrevista, Lindemann comenta: 

«Es una mezcla entre Rammstein y Pain. O como mínimo, una mezcla de la voz de Rammstein y la música de Pain. Peter es un verdadero metalhead, y yo tengo mi lado gótico. Sé que a muchos fans radicales de Rammstein no les va a gustar, porque no canto en alemán, y el lado áspero. Pero esto es un proyecto paralelo, y tiene que haber colores diferentes».

### Skills In Pills, el álbum debut (2015)
Ya finalizando el 2013, Rammstein se tomaría un descanso y Till contactaría con Peter para plantear ideas y empezar algo nuevo. El 4 de enero de 2015, en el 52 cumpleaños de Till salió a la luz este proyecto llamado “Lindemann” con una cuenta en Facebook. El álbum cuenta una diferencia notable a lo que con Rammstein, ya que el disco contiene temas en inglés. Skills in Pills es presentado en cuatro ediciones diferentes: estándar, edición especial, super deluxe y vinilo; y contiene once canciones totales, más algunos temas adicionales en las diferentes publicaciones. El teclista y compositor Clemens "Ardek" Wijers, miembro de la banda de black metal “Carach Angren” fue el encargado de hacer los arreglos orquestales. El vídeo promocional Praise Abort se estrenó el 28 de mayo y el sencillo salió a la venta el 29. En una entrevista para una revista española, Till anunció un segundo álbum para "Lindemann" y que, al igual que con Rammstein, también trabajaría en paralelo para escribir y producir algo nuevo. El álbum debutó en las listas alemanas en el puesto #1.

### F & M(2018-2019)
En 2018, el dúo se encargó de la producción musical con el Teatro Thalia de Hamburgo para una adaptación teatral de "Hänsel y Gretel", en la que Till Lindemann actuaba también. La producción musical abordó temas como el miedo, la esperanza, la pobreza, la abundancia, el canibalismo y la muerte. Cinco canciones de esta obra aclamada por la crítica se complementaron con seis nuevas composiciones para formar el nuevo trabajo de estudio.
En septiembre, Lindemann y Tägtgren anunciaron la realización de una gira por Rusia, Ucrania y Kazajistán como parte del lanzamiento del libro escrito por Lindemann, titulado "Messer".
En diciembre de 2018 la agrupación lanzó el tema "Mathematik", que contaba con la participación del rapero alemán Haftbefehl, como un avance del disco. El 16 de agosto de 2019, Peter Tägtgren anuncio oficialmente el próximo lanzamiento del disco.
El 10 de septiembre de 2019, un adelanto de la canción "Steh auf" fue publicado en las redes sociales de la banda, anunciando el lanzamiento de la canción, lo que aconteció el 13 de septiembre de 2019. El video musical contó con la participación del actor sueco  Peter Stormare. 
El álbum F & M fue publicado finalmente el 22 de noviembre de 2019, la denominación corresponde a una abreviatura de Frau und Mann; que traducidas al castellano significan Mujer y Hombre.
A diferencia del primer disco de la agrupación, todos los temas de F & M fueron escritos en lengua alemana.

### Gira europea (2020)
La banda anunció las fechas para su gira por Europa en noviembre y diciembre de 2019 a través de sus redes sociales. 

### Fechas del tour
| Fecha      | Lugar                              | Ciudad            | País            | País                       | Tipo         |                          |
| ---------- | ---------------------------------- | ----------------- | --------------- | -------------------------- | ------------ | ------------------------ |
| 04.02.2020 | Swiss Life Hall                    | Hanover           | Alemania        | Bandera de Alemania        | Gira Europea |                          |
| 06.02.2020 | Palladium                          | Cologne           | Alemania        | Bandera de Alemania        | Gira Europea |                          |
| 08.02.2020 | Gasometer                          | Vienna            | Austria         | Bandera de Austria         | Gira Europea |                          |
| 10.02.2020 | O2 Universum                       | Praga             | República Checa | Bandera de República Checa | Gira Europea |                          |
| 12.02.2020 | Stadthalle                         | Offenbach am Main | Alemania        | Bandera de Alemania        | Gira Europea |                          |
| 14.02.2020 | Haus Auensee                       | Leipzig           | Alemania        | Bandera de Alemania        | Gira Europea |                          |
| 17.02.2020 | Zenith                             | Múnich            | Alemania        | Bandera de Alemania        | Gira Europea |                          |
| 2020-02-19 | Halle 622                          | Zúrich            | Suiza           | Bandera de Suiza           | Gira Europea | Cambiado al Samsung Hall |
| 19.02.2020 | Samsung Hall                       | Zúrich            | Suiza           | Bandera de Suiza           | Gira Europea |                          |
| 2020-02-21 | La Cigale                          | París             | Francia         | Bandera de Francia         | Gira Europea | Cambiado al L'Olympia    |
| 21.02.2020 | L'Olympia                          | París             | Francia         | Bandera de Francia         | Gira Europea |                          |
| 23.02.2020 | O2 Forum Kentish Town              | Londres           | Reino Unido     | Bandera del Reino Unido    | Gira Europea |                          |
| 2020-02-27 | Münchenbryggeriet                  | Estocolmo         | Suecia          | Bandera de Suecia          | Gira Europea | Cambiado al Annexet      |
| 27.02.2020 | Annexet                            | Estocolmo         | Suecia          | Bandera de Suecia          | Gira Europea |                          |
| 29.02.2020 | Helsinki Ice Hall                  | Helsinki          | Finlandia       | Bandera de Finlandia       | Gira Europea |                          |
| 02.03.2020 | Sibur Arena                        | San Petersburgo   | Rusia           | Bandera de Rusia           | Gira Europea |                          |
| 04.03.2020 | Minsk Sports Palace                | Minsk             | Bielorrusia     | Bandera de Bielorrusia     | Gira Europea |                          |
| 06.03.2020 | Stereo Plaza                       | Kiev              | Ucrania         | Bandera de Ucrania         | Gira Europea |                          |
| 09.03.2020 | Expo                               | Ekaterinburgo     | Rusia           | Bandera de Rusia           | Gira Europea |                          |
| 12.03.2020 | Palace of Sports Olimp             | Krasnodar         | Rusia           | Bandera de Rusia           | Gira Europea |                          |
| 15.03.2020 | VTB Arena – Dynamo Central Stadium | Moscú             | Rusia           | Bandera de Rusia           | Gira Europea |                          |
| 17.03.2020 | Expocenter                         | Novosibirsk       | Rusia           | Bandera de Rusia           | Gira Europea |                          |
| 19.03.2020 | Molot                              | Perm              | Rusia           | Bandera de Rusia           | Gira Europea |                          |
| 21.03.2020 | Basket Hall                        | Kazan             | Rusia           | Bandera de Rusia           | Gira Europea |                          |
| 23.03.2020 | Yubileyny Sports Palace            | Vorónezh          | Rusia           | Bandera de Rusia           | Gira Europea |                          |

- Las 3 últimas fechas fueron canceladas debido al COVID-19.

## Salida de Peter Tägtgren y futuro de la banda
El 15 de noviembre de 2020 se dio a a conocer a través de redes sociales que Till Lindemann y Peter Tägtgren acababan con su colaboración y se dedicarían a sus proyectos personales. 
El 21 de mayo de 2021 la banda lanzó un último DVD del concierto en Moscú realizado durante la gira de 2020

## Discografía

### Álbumes
- Skills in Pills (19 de junio de 2015)
- F & M (22 de noviembre de 2019)

### Álbumes en directo
- Live in Moscow (21 de mayo de 2021)

### Sencillos
- Praise Abort (29 de mayo de 2015)
- Fish On (9 de octubre de 2015)
- Mathematik (18 de diciembre de 2018)
- Steh Auf (13 de septiembre de 2019)
- Ich weiß es nicht (18 de octubre de 2019)
- Knebel (1 de noviembre de 2019)
- Ich hasse Kinder (1 de junio de 2021)

### Videografía
- Praise Abort (28 de mayo de 2015)
- Fish On (9 de octubre de 2015)
- Mathematik (18 de diciembre de 2018)
- Steh Auf (13 de septiembre de 2019)
- Ich weiß es nicht (20 de octubre de 2019)
- Knebel (1 de noviembre de 2019)
- Frau & Mann (23 de noviembre de 2019)
- Ach so gern (26 de diciembre de 2019)
- Platz Eins (4 de febrero de 2020)
- Ich hasse Kinder (1 de junio de 2021)
- Zunge (9 de septiembre de 2023)